# Mimocalothyrza speyeri
Mimocalothyrza speyeri is een keversoort uit de familie van de boktorren (Cerambycidae). De wetenschappelijke naam van de soort werd voor het eerst geldig gepubliceerd in 1919 door Eugen Hintz.